# Steven Weinberg (biologiste)
Pour les articles homonymes, voir Steven Weinberg et Weinberg.
Steven Weinberg est un biologiste, photographe sous-marin et écrivain, spécialiste en biologie marine, né à Laren (Pays Bas) le 22 octobre 1946.

## Biographie
- 1966 : baccalauréat sciences expérimentales (Dijon, France)
- 1979 : doctorat d’État à l’Université d’Amsterdam sur les octocoralliaires (gorgones, alcyonaires, stolonifères...) de la Méditerranée[5]
- 1980 : une année de professorat à l'université de Puerto Rico (écologie récifale)[5]
- 1982-2010 : il enseigne la biologie à l'École européenne de Luxembourg[5]
- 1998 : il devient l'un des contributeurs réguliers de Plongeurs International.
- Contributeur régulier de la revue PLONGEZ!

## Publications
Il a écrit une cinquantaine de livres, la plupart étant des livres d'identification d'espèces sous-marines. Par ailleurs, livres consacrés aux voyages en automobile ancienne et quelques romans.
Il a écrit de nombreux articles dans Le Monde de la Mer, Apnéa, Océans, Plongeurs International, Océanorama, Subaqua,, PLONGEZ!